# Charles Méré
Charles Méré, nato Charles Auguste Alexandre Méré (Marsiglia, 29 gennaio 1883 – Parigi, 2 ottobre 1970), è stato un drammaturgo, sceneggiatore e regista francese.

## Biografia
Charles Méré fu una figura emblematica della vita culturale della Francia, dagli anni venti agli anni cinquanta.
Charles Méré è stato un uomo versatile: critico teatrale per numerosi quotidiani quali Comoedia, Excelsior, Aujourd'hui, drammaturgo, sceneggiatore, regista e infine produttore (Minerva Film).
Fu presidente della Société des auteurs et compositeurs dramatiques (SACD) dal 1929 al 1944, in cui si è impegnato per la difesa e la modernizzazione del diritto d'autore.
Negli ultimi anni di carriera collaborò con l'Unione europea delle Società di autori e compositori, attraverso la quale diffuse scambi culturali internazionali.
Si dedicò al teatro non solamente come scrittore, ma anche come fondatore di un Nouveau Théâtre d'Art, nel 1906.
È autore di quarantuno opere teatrali, tra cui sei per il Grand Guignol, testi lirici, nonché librettista di tre drammi lirici.
Le opere teatrali, ispirate da Henri Bernstein e Henry Kistemaeckers, aggiornarono lo stile dell'antico melodramma alle innovazioni del Novecento: grandi effetti, personaggi delineati con energia, ambienti che affascinano il pubblico piccolo borghese, rappresentando un mondo di opulenza e di spensieratezza, scenate brutali.
La captive (1920) e Le lit nuptial (1926) sono fra i suoi successi più clamorosi.
Charles Méré ha co-diretto due film e circa quindici film sono stati realizzati con le sue opere o con adattamenti di altri autori,partecipando sia a film muti sia a film sonori;risultò uno dei sceneggiatori di Goupi-mains-rouges di Jacques Becker.
Charles Méré è il padre del regista e sceneggiatore Pierre Méré.
Charles Méré è morto il 2 ottobre 1970 a Parigi, all'età di 87 anni.

## Teatro

### Opere teatrali
- L'Hydre (1905);
- Les Hommes de proie (1907);
- Les Trois Masques (1908);
- Les Ruffians (1909);
- Le Festin du Roi (1909);
- L'Ingénu (1913);
- Une nuit au bouge (1919);
- La Captive (1920);
- Les Conquérants (1920);
- Le Marquis de Sade (1921);
- La Flamme (1922);
- La Femme masquée (1922);
- Le Vertige (1922);
- Le Prince Jean (1923);
- La Danse de minuit (1924);
- La Tentation (1924);
- Par la force (1925);
- Une nuit de Don Juan (1925);
- Le Lit nuptial (1926);
- Le Plaisir (1926);
- Berlioz (1927);
- Le Carnaval de l'amour (1928);
- Crime (1928);
- L'Homme nu (1929);
- Les Pantins du vice (1929);
- Music-hall (1929);
- Shanghai (1929);
- La Chair (1930);
- Hantise (1931);
- Les Tribulations d'un Chinois en Chine (1931);
- Le Roi Lear (1932);
- Le Masque au mort rouge (1932);
- Le Désir (1933);
- Un Homme du Nord (1933);
- Le Passage des Princes (1933);
- Zizippe (1935);
- Indiana (1935);
- Liberté (1937);
- Le Pavillon d'Asnières (1943);
- L'Affranchi (1943).

## Filmografia

### Sceneggiatura
- La Flamme, regia di René Hervil (1926);
- Le Vertige, regia di Marcel L'Herbier (1926);
- Le Prince Jean, regia di Jean de Marguenat (1934);
- L'Homme qui vendit son âme, regia di Jean-Paul Paulin (1943);
- Fortuné de Marseille, regia di Henri Lepage (1952);
- Prisons de femmes, regia di Maurice Cloche (1958).